# Cmentarz parafialny w Michałowicach (powiat pruszkowski)
Cmentarz parafii pw. Wniebowzięcia Najświętszej Maryi Panny w Michałowicach, cmentarz parafialny w Michałowicach, cmentarz w Michałowicach, cmentarz michałowicki – cmentarz rzymskokatolicki znajdujący się we wsi Michałowice w powiecie pruszkowskim, w gminie Michałowice.
Jest jednym z trzech cmentarzy parafialnych w gminie Michałowice.

## Historia
W 1990 przystąpiono do zagospodarowania terenu i postawiono krzyż na przyznanej pod cmentarz działce. 15 czerwca 1990 odbył się pierwszy pogrzeb na cmentarzu. 
6 września 1994 roku kardynał Józef Glemp dokonał wizytacji parafii w czasie której poświęcił nowy cmentarz.

## Osoby pochowane na cmentarzu
- Stanisław Filipecki (1927–2007) – lekarz internista, prof. dr hab.[3]
- Nina Gocławska (1957–2009) – aktorka i prezenterka telewizyjna (została ekshumowana na Cmentarz Wojskowy na Powązkach w Warszawie)[4]
- Roman Lawrence (1948–2009) – wójt gminy Michałowice w latach 1990–1998 (I i II kadencja) oraz  2002–2009 (IV i V kadencja), patron ronda w Michałowicach[5][2]
- Karol Maj (zm. 2009) – pułkownik WP, kawaler Orderu Virtuti Militari[potrzebny przypis]
- Sławomir Wesołowski (1954–2020) –  kompozytor, producent muzyczny i realizator nagrań, współzałożyciel zespołu Papa Dance[6]

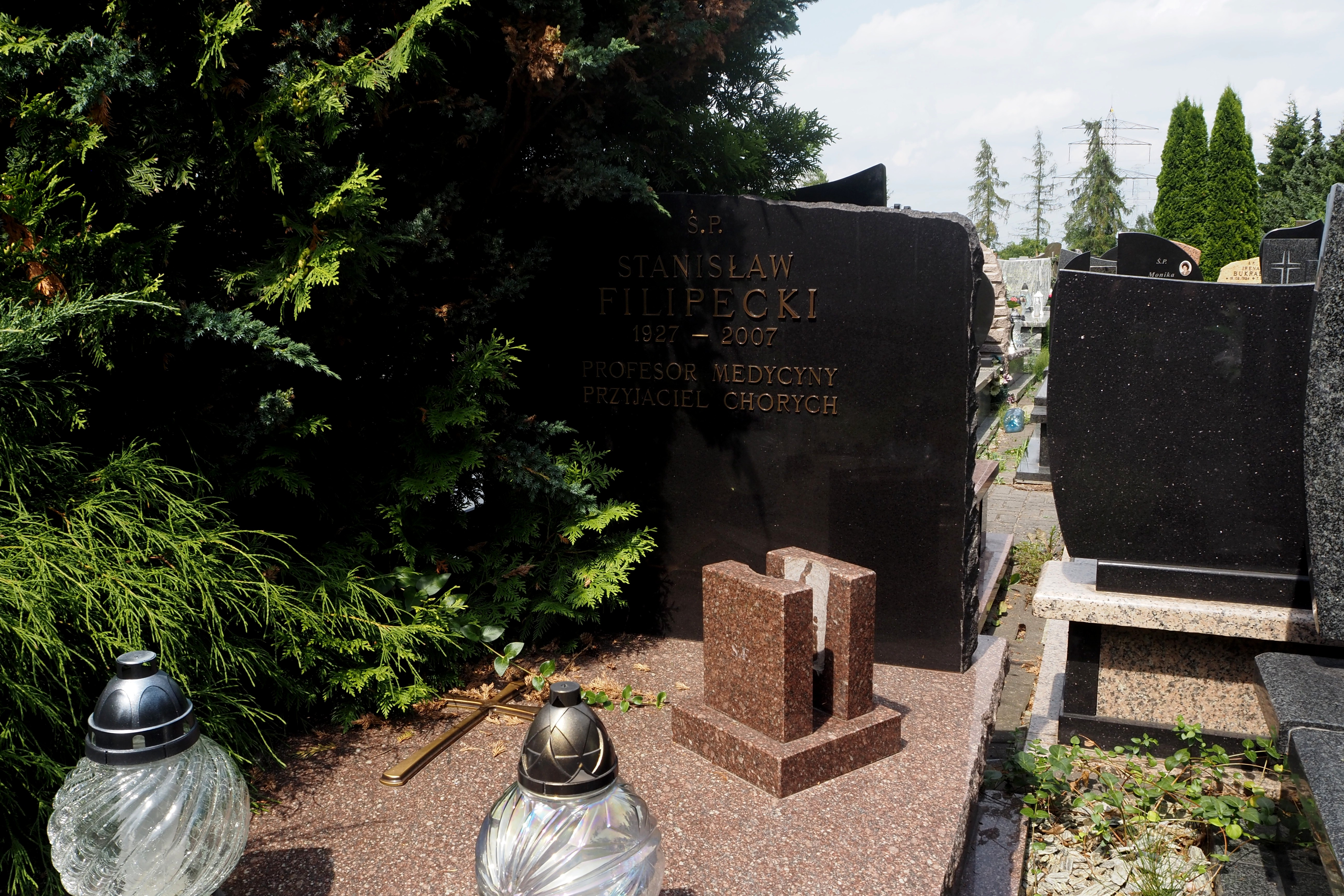
Grób prof. Stanisława Filipeckiego na cmentarzu parafialnym w Michałowicach
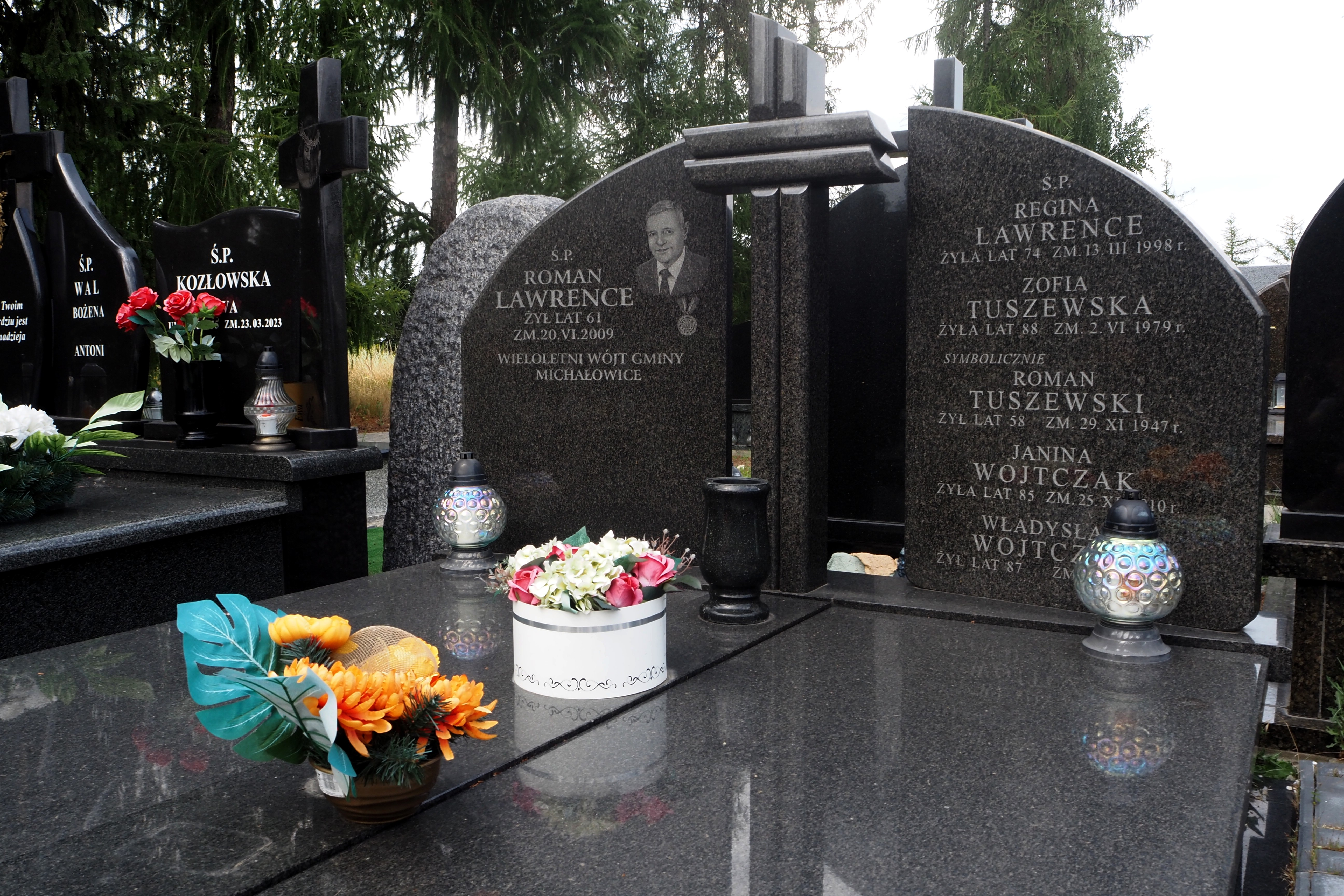
Grób samorządowca Romana Lawrence na cmentarzu parafialnym w Michałowicach
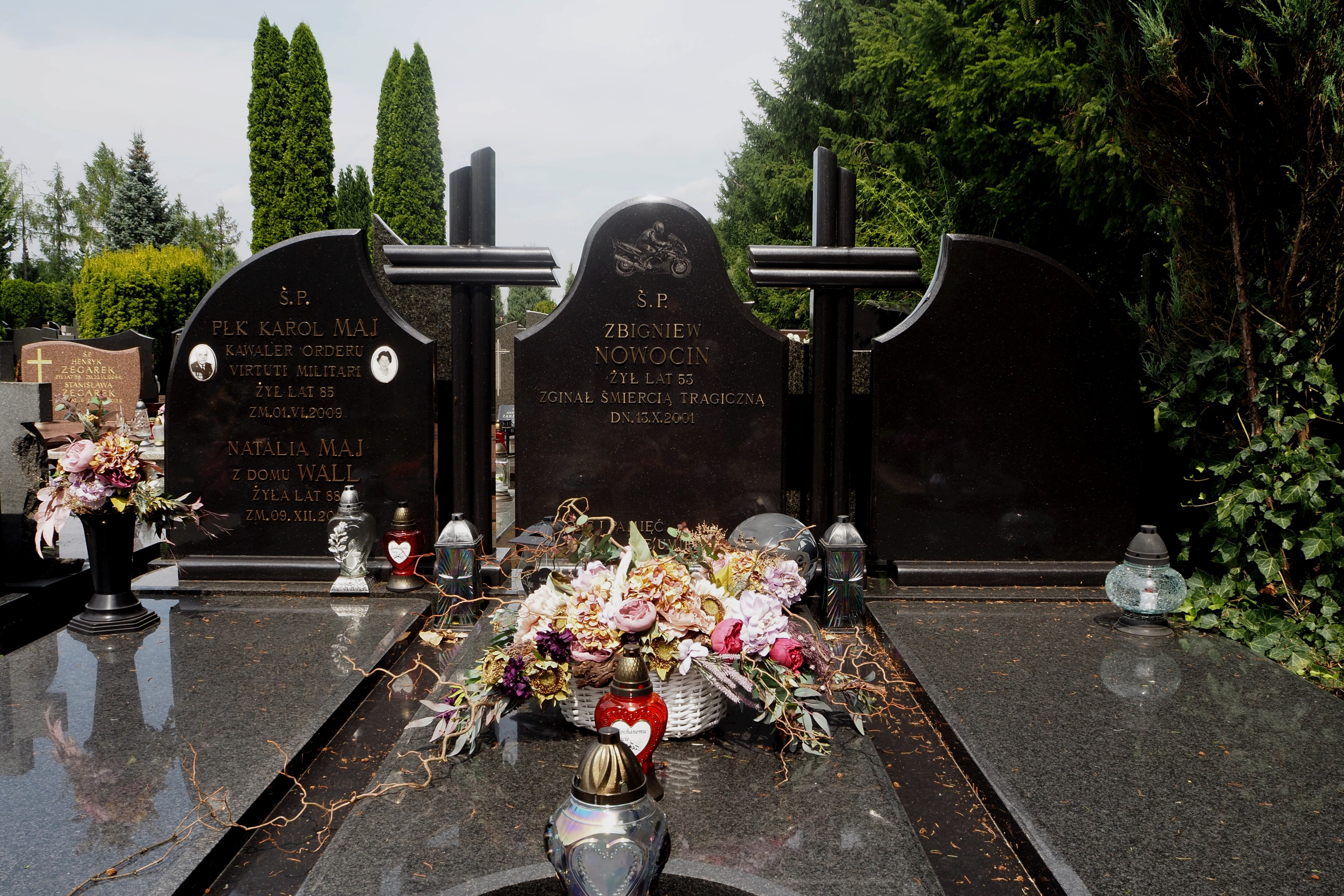
Grób płk Karola Maja na cmentarzu parafialnym w Michałowicach
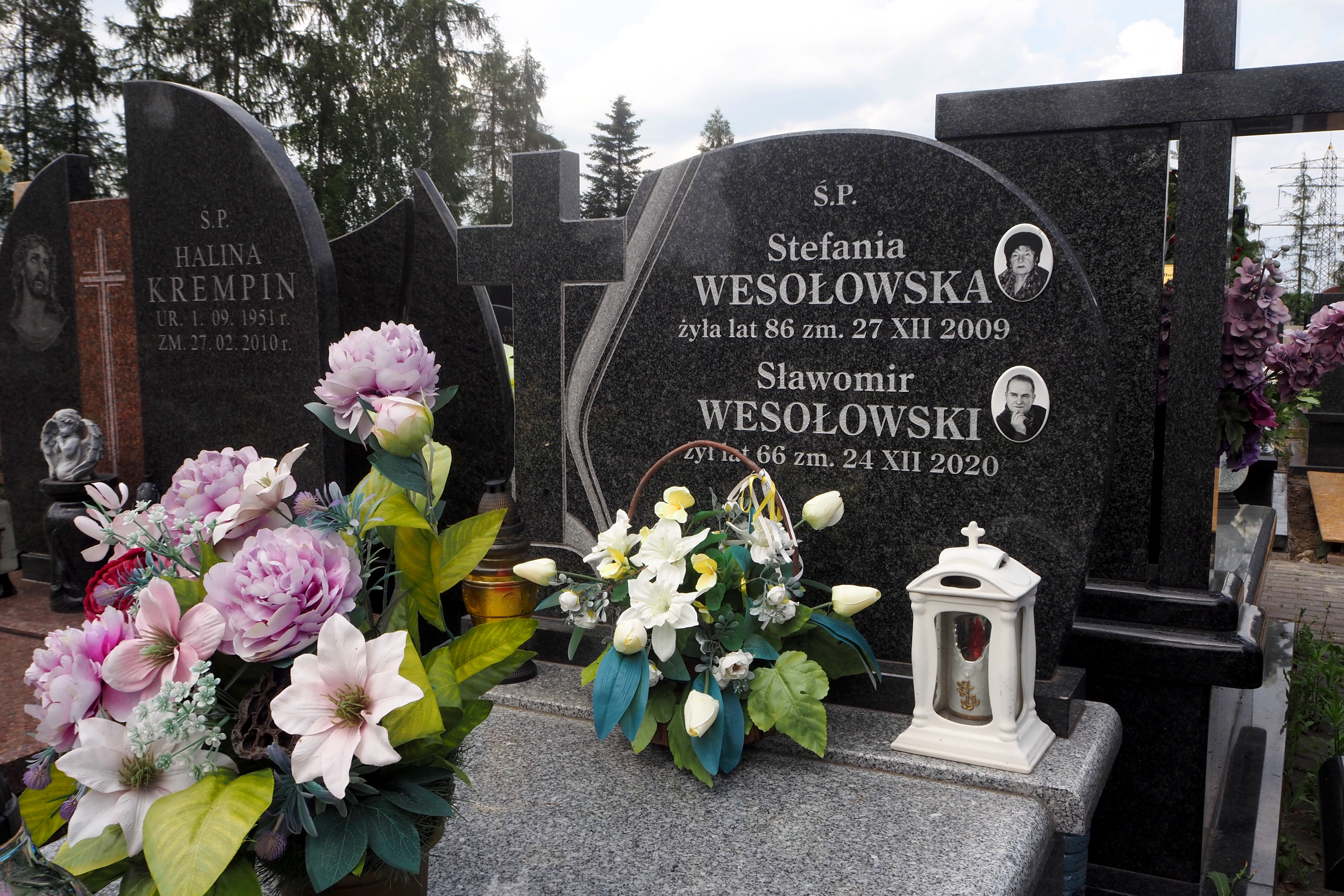
Grób kompozytora Sławomira Wesołowskiego na cmentarzu parafialnym w Michałowicach